# Ochromonadales
Ordre
Les Ochromonadales sont un ordre d'algues unicellulaires de la classe des Chrysophyceae .

## Liste des familles
Selon AlgaeBase (27 janvier 2022) :
- Ochromonadaceae Lemmermann, 1899